# Walking on Thin Ice

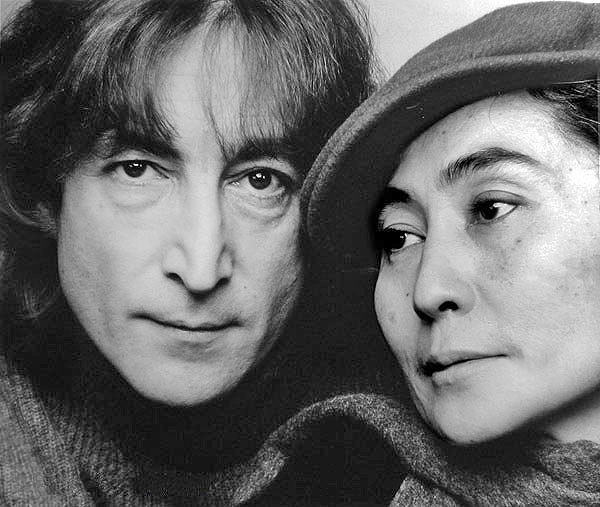
Lennon und Ono, 1980

 Walking on Thin Ice (englisch für „Auf dünnen Eis gehen“) ist ein Lied von Yoko Ono aus dem Jahr 1980, das von ihr geschrieben und in Kooperation mit John Lennon und Jack Douglas, produziert wurde. Es erschien im Februar 1981 als Single. Das Lied wurde am 8. Dezember 1980, dem Todestag von John Lennon, fertiggestellt.

## Hintergrund
Die Basictracks von Walking on Thin Ice wurden während der Double-Fantasy-Sessions im August 1980 aufgenommen, am 25. August 1980 wurde eine vorläufige Version von Double Fantasy zusammengestellt, die im Vergleich zur veröffentlichten Fassung eine andere Reihenfolge der Lieder hatte und Walking on Thin Ice enthielt. Während der Aufnahmen wurde das Lied auf Vorschlag von John Lennon klanglich modifiziert. Yoko Ono sagte im Nachhinein über die Entstehung: „Ich wollte es experimentell ein bisschen weitertreiben. Ich dachte an Alban Berg in einer seiner Opern, in der ein Betrunkener 'Ahaahaahaa' macht. Ich sage einfach irgendetwas, aber so, dass die Betonung völlig falsch und verzerrt ist.“
Nachdem sie sich den letzten Durchlauf angehört hatten, sagte John Lennon zu Yoko Ono:  „Ich glaube, du hast gerade deine erste Nummer eins gemacht, Yoko“.
Walking on Thin Ice wurde nicht für das Album Double Fantasy verwendet und auch nicht für Ono und Lennon zufriedenstellend fertiggestellt. In der ersten Dezemberwoche kehrten Lennon, Ono und der Produzent Jack Douglas ins Aufnahmestudio zurück, um die Arbeit zu beenden. Dabei wurde ein Tape-Loop angefertigt und Yoko Ono sang ihren Gesangspart neu ein, inklusive des neu gesprochenen Mittelteils. Am 4. Dezember spielte Lennon einen neuen Gitarrenpart ein, musikalisch unterstützt von Douglas. Laut Jack Douglas benutzte Lennon seine Rickenbacker 325 Capri aus der Beatles-Zeit. Am 8. Dezember waren die Arbeiten abgeschlossen und Lennon sagte: „Von nun an werden wir nur noch das machen. Es ist großartig! Das ist die Richtung!“
Die Aufnahmen endeten um 22.30 Uhr. Ono und Lennon kehrten erst um 22:48 Uhr zum Dakota Building zurück, wo John Lennon erschossen wurde. Die Bänder von der Walking on Thin Ice-Aufnahmesession, die Lennon in der Hand gehalten hatte, waren auf dem Boden verstreut.
Yoko Ono und John Lennon planten ursprünglich eine Yoko Ono-EP mit dem Titel Yoko Only nach den Weihnachtstagen zu veröffentlichen, die folgende Titel enthalten sollte: Walking on Thin Ice sowie Remixe von Open Your Box, Kiss Kiss Kiss und Every Man Has a Woman Who Loves Him. Das Vorhaben wurde in dieser Form nicht mehr realisiert. Yoko Ono veröffentlichte die Single Walking on Thin Ice im Februar 1981 und schrieb in den Linernotes: „Nach dem, was passiert ist, war es schwer, das hinzubekommen. Aber ich wusste, dass John sich nicht ausruhen würde, wenn ich es nicht getan hätte. Ich hoffe es gefällt dir, John. Ich habe mein Bestes gegeben.“

## Musikvideo
Yoko Ono selbst führte Regie bei dem Musikvideo zu Walking on Thin Ice, das im Februar 1981 veröffentlicht wurde und Aufnahmen von ihr auf dem New Yorker Times Square und im Central Park zeigt, unterbrochen von Archivvideos von ihr und John Lennon.

## Chartplatzierungen
Die Single Walking on Thin Ice wurde die bisher kommerziell erfolgreichste Single von Yoko Ono und erreichte in Großbritannien Platz 35, in den USA Platz 58, in Neuseeland Platz 48, in Kanada Platz 22 und in Schweden Platz 6 in den jeweiligen Charts.
In 2003 und 2013 erreichten Remixe von Walking on Thin Ice Platz 1 der Billboard's Dance/Club Play Charts.

## Aufnahme

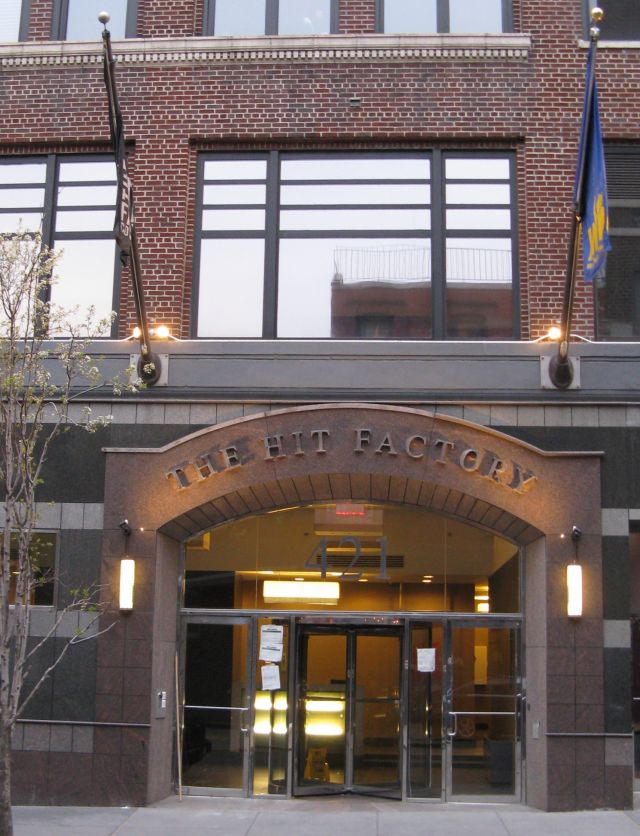
Aufnahmestudio The Hit Factory

Die Aufnahmesessions für Walking on Thin Ice fanden am 14. August 1980 während der Double-Fantasy-Sessions, im Studio The Hit Factory in New York statt, wobei Jack Douglas, John Lennon und Yoko Ono als Produzenten fungierten. Lee DeCarlo, John Smith, Sam Ginsberg, Steve Mark und Julie Last waren die Toningenieure der Aufnahme. Es wurden 10 Takes aufgenommen.
Die endgültigen Aufnahmen erfolgten in der ersten Dezemberwoche 1980 in den Record Plant-East Studios in New York. Die Abmischung erfolgte dort am 8. Dezember.
Besetzung:
- Yoko Ono: Gesang
- John Lennon: E-Gitarre, Keyboard
- Jack Douglas: Perkussion
- Earl Slick: E-Gitarre
- Hugh McCracken: E-Gitarre
- Tony Levin: Bassgitarre
- Andy Newmark: Schlagzeug
- Arthur Jenkins: Perkussion

## Coverversionen
Es gibt mindestens sechs Coverversionen von Walking on Thin Ice.

## Veröffentlichung

### Singleveröffentlichungen
- Am 20. Februar 1981 wurde in Großbritannien und am 6. Februar 1981 in den USA die Single Walking on Thin Ice[5] veröffentlicht. In Deutschland erschien die Single auch im 12″-Format.[6] Die B-Seite It Happened ist eine weitere Ono-Komposition, die ursprünglich im Jahr 1974 aufgenommen und im Jahr 1980 von Jack Douglas, John Lennon und Yoko Ono neu abgemischt wurde. Das Lied beginnt mit einem Gespräch von John und Yoko, das am 21. November 1980 im Central Park in New York aufgenommen wurde. Das Original erschien am 22. Juli 1997 auf dem Yoko-Ono-Album A Story.
- Die US-amerikanische Promotion-12″-Vinyl-Single enthält noch zusätzlich das Lied Hard Times Are Over,[7] wie auch die britische Kassetten-Single.[8]
- In den USA erschien im Dezember des Jahres 1985 die 12″-Vinyl-Single Cape Clear (Vocal Remix) / Cape Clear (Instrumental Remix) /  Walking on Thin Ice (Re-Edit).[9] Die neue Abmischung von Walking on Thin Ice (Re-Edit) erfolgte von Joseph Watt. In Großbritannien und Deutschland wurde die Single nicht veröffentlicht.
- Am 15. Januar 2001 wurde in den USA die 7″-Vinyl-Jukebox-Single in klarem Vinyl veröffentlicht: Woman / Walking on Thin Ice.[10]

### Albumveröffentlichungen
- In Großbritannien wurde dem Album Season of Glass noch zusätzlich die 7″-Single Walking on Thin Ice / It Happened beigelegt.[11]
- Die Erstveröffentlichung des vollständigen Albums Season of Glass im CD-Format erfolgte von Rykodisc Records am 8. September 1997 und beinhaltet zwei zusätzliche Lieder, bei Walking on Thin Ice wurde ein knapp einminütiger Dialog zwischen John Lennon und Yoko Ono angehängt, der ursprünglich in einer kürzeren Version für das Lied It Happened verwendet wurde.
- Im Oktober 2000 wurde das Album Double Fantasy in einer remasterten, aber nicht neu abgemischten Version, mit zwei Bonusstücken wiederveröffentlicht. Für das Remastering war George Marino verantwortlich. Walking on Thin Ice ist eines der Bonuslieder.
- Walking on Thin Ice befindet sich auf den beiden Yoko Ono-Kompilationsalben: Onobox und Walking on Thin Ice – Compilation.

## Remixe

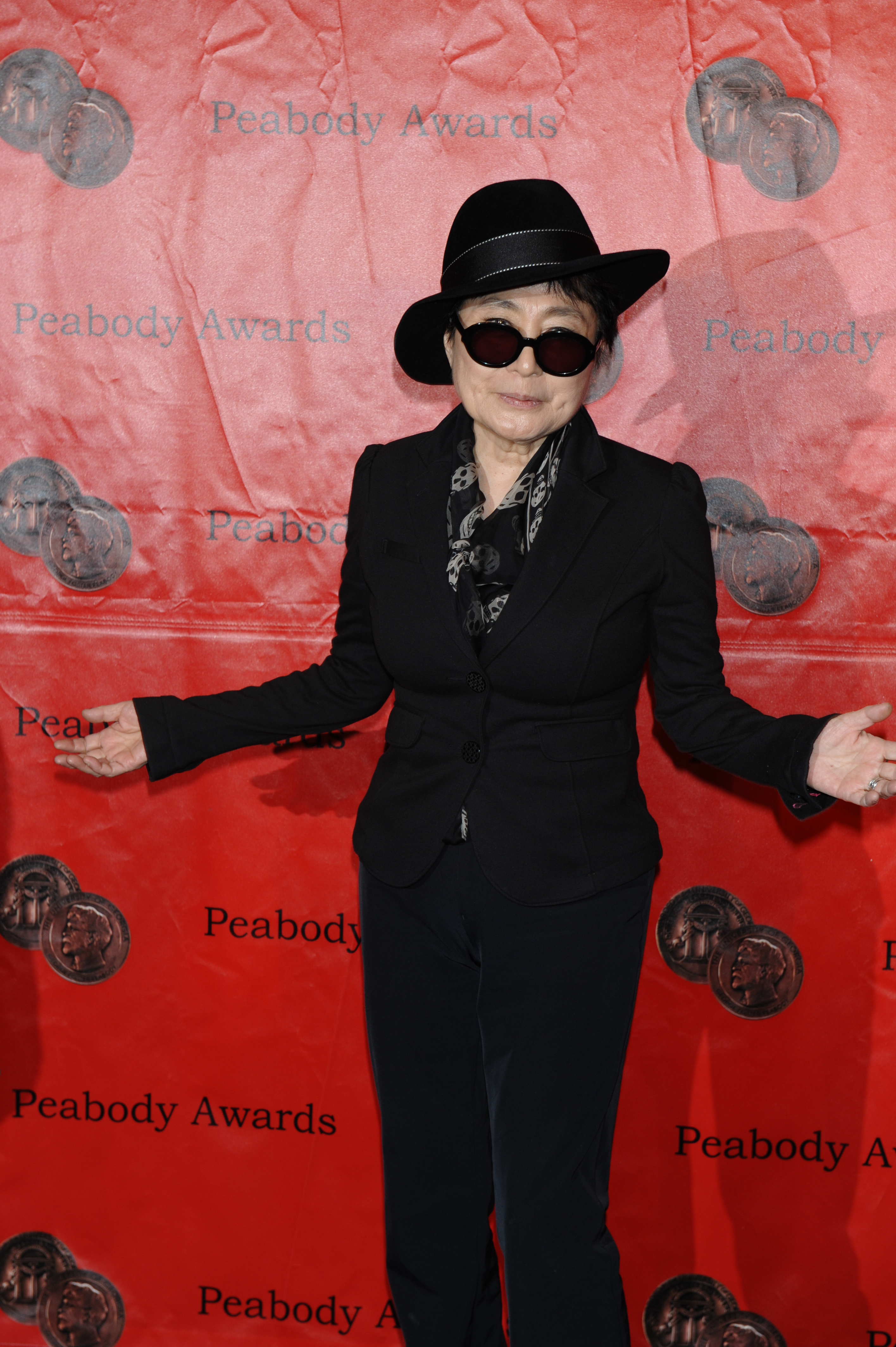
Yoko Ono, 2011

### Singleveröffentlichungen
Im Juni 2003 erschienen mehrere Remixe von Walking on Thin Ice von verschiedenen Remixern: Pet Shop Boys, Danny Tenaglia, Felix da Housecat, Rui da Silva, Peter Rauhofer, Orange Factory, FKEK.
- In den USA erschien Walking on Thin Ice in folgenden Formaten: CD-Maxi-Single .[12], Erste Doppel 12″-Vinyl-Single[13], Zweite Doppel 12″-Vinyl-Single[14], 12″-Vinyl-Single[15].
- In Großbritannien erschien Walking on Thin Ice in folgenden Formaten: Erste CD-Maxi-Single .[16], Zweite CD-Maxi-Single .[17], 12″-Vinyl-Single.[18]
- Im Juni 2013 erschienen in den USA vier verschiedene Download-EPs mit weiteren Remixen (Dave Aude, Peter Rauhofer, Ralphi Rosario, Emjae, Danny Tenaglia, R3hab, Superchumbo, Tedd Patterson und Morel Hot Sauce)  von Walking on Thin Ice[19][20][21][22]

### Albumveröffentlichungen
Remixe von Walking on Thin Ice erschienen auf folgenden Remix-Alben von Yoko Ono: 2007: Yes, I’m a Witch (Remix von Jason Pierce of Spiritualized), Open Your Box (Remix von Pet Shop Boys), 2012: Onomix (Remixe von Danny Tenaglia und FKEK), Onomix Unmixed (Remixe von Danny Tenaglia und FKEK), 2016: Yes, I’m a Witch Too (Remix von Danny Tenaglia).